# Буложани
Буложани су насеље у општини Зворник, Република Српска, БиХ. Према попису становништва из 1991. у насељу је живјело 241 становника.

## Становништво
Према попису становништва из 1991. године, мјесто је имало 550 становника.
| Националност | 1991. |
| Срби         | 241   |
| Укупно       |       |

| Демографија | Демографија | Демографија |
| Година      | Становника  | Становника  |
| ----------- | ----------- | ----------- |
| 1948.       | 235         |             |
| 1953.       | 248         |             |
| 1961.       | 235         |             |
| 1971.       | 265         |             |
| 1981.       | 267         |             |
| 1991.       | 243         |             |